# Ribeiras
Ribeiras is een plaats (freguesia) in de Portugese gemeente Lajes do Pico en telt 1045 inwoners (2001). De plaats ligt op het eiland Pico, onderdeel van de Azoren.